# Ourapteryx latimarginaria
Ourapteryx latimarginaria är en fjärilsart som beskrevs av John Henry Leech 1897. Ourapteryx latimarginaria ingår i släktet Ourapteryx och familjen mätare. Inga underarter finns listade i Catalogue of Life.